# Ni Ma Zhuoma
Ni Ma Zhuoma (chinesisch 尼瑪卓瑪, Pinyin Ni Ma Zhuoma; * 24. Dezember 2000) ist eine chinesische Tennisspielerin.

## Karriere
Ni Ma spielt hauptsächlich Turniere auf der ITF Women’s World Tennis Tour, auf der sie bislang vier Titel im Doppel gewinnen konnte.

## Turniersiege

### Doppel
| Nr. | Datum              | Turnier  | Kategorie   | Belag     | Partnerin              | Finalgegnerinnen                     | Ergebnis         |
| --- | ------------------ | -------- | ----------- | --------- | ---------------------- | ------------------------------------ | ---------------- |
| 1.  | 23. September 2017 | Hua Hin  | ITF $15.000 | Hartplatz | Zhuoma Youmi           | Natalija Stevanović Wang Xiyu        | 6:4, 6:3         |
| 2.  | 13. Juli 2019      | Hua Hin  | ITF W15     | Hartplatz | Patcharin Cheapchandej | Anchisa Chanta Supapitch Kuearum     | 6:3, 6:2         |
| 3.  | 9. Oktober 2021    | Monastir | ITF W15     | Hartplatz | Ma Yexin               | Petra Marčinko Sebastianna Scilipoti | 3:6, 6:4, [10:7] |
| 4.  | 13. November 2021  | Monastir | ITF W15     | Hartplatz | Yao Xinxin             | Luksika Kumkhum Nikol Paleček        | 6:1, 4:6, [10:2] |